# Khu dân cư Branicki

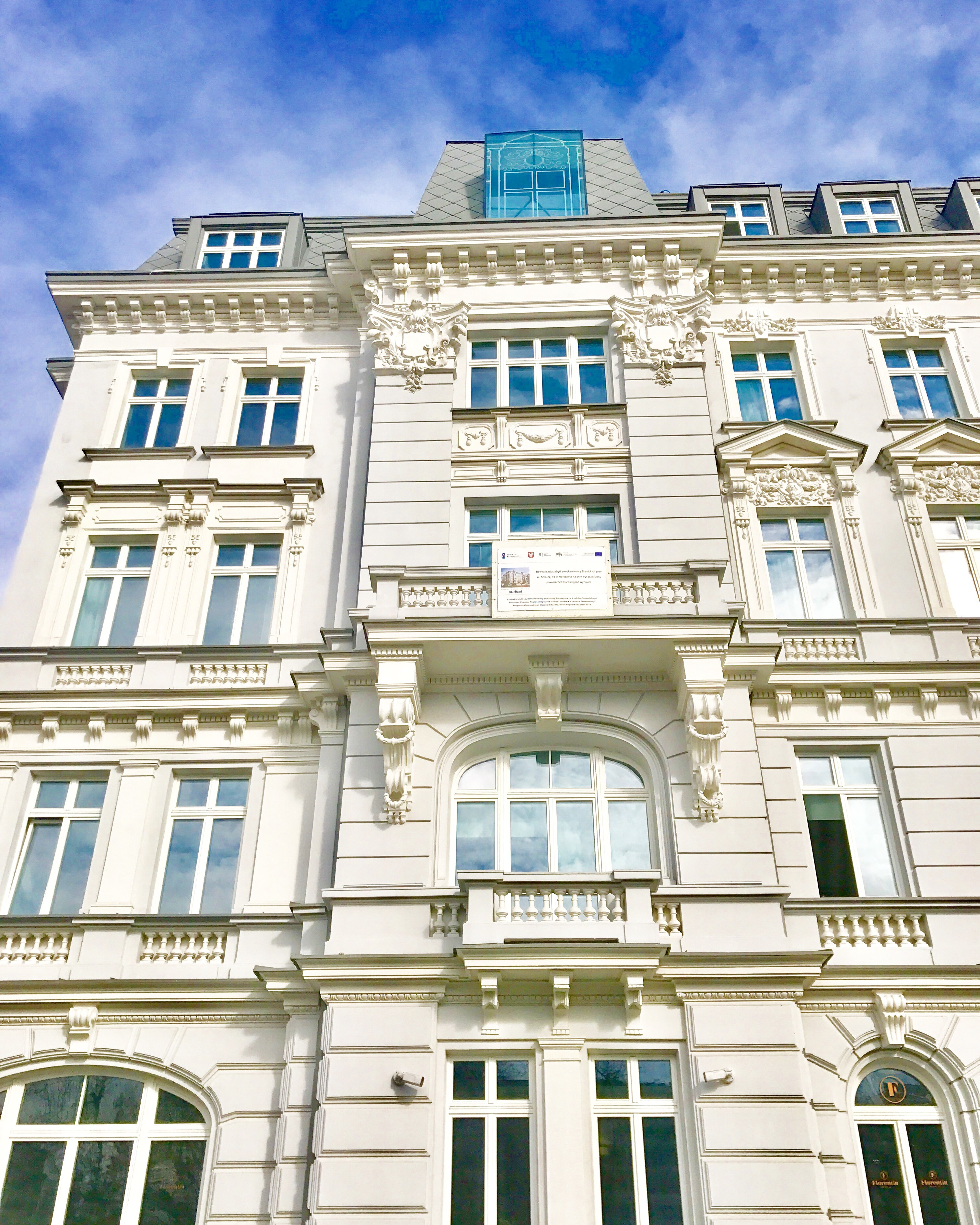
Khu dân cư Branicki - Smolna 40

Khu dân cư Branicki - Smolna 40 là một tòa nhà mang phong cách chiết trung, tòa nhà giống như một cung điện có từ năm 1903, nằm trên Phố Smolna ở Warsaw, Ba Lan. Ngày nay là khách sạn bốn sao Hotel Indigo Warsaw - Nowy Świat, một thương hiệu của Tập đoàn khách sạn InterContinental.
Nó ban đầu có chức năng như một nơi để cư trú, trong một khối nhà ở được đánh số từ 30 đến 38. Chủ sở hữu của tòa nhà tại thời điểm đó - bá tước Ksawery Branicki - đã khởi xướng việc phân chia Vườn Cung điện Branicki với hy vọng tạo ra một sự phát triển đô thị đại diện. Tòa nhà nằm trong khu phố đẹp và đẹp nhất của Warsaw, gần với đường Nowy Świat, Con đường Hoàng gia và Quảng trường ba thánh giá.
Thiết kế của tòa nhà được giao cho kiến trúc sư có kinh nghiệm là Bronisław Brochowicz-Rogoyski, người cũng đã phát triển một dãy nhà ở hấp dẫn trên đường Foksal, tòa nhà chính của Đại học Công nghệ Warsaw và tòa nhà cao tầng đầu tiên ở Warsaw - " PAST "tòa nhà.
Năm 1944, tòa nhà bị quân Đức ném bom và cướp. Sau Thế chiến II, tòa nhà được xây dựng lại, dựa trên các kế hoạch và hình ảnh được bảo tồn, tuy nhiên nó không còn thuộc sở hữu của gia đình Branicki. Kể từ tháng 10 năm 1945, toàn bộ tài sản, theo Nghị định Bierut, cùng với tài sản gia đình ấn tượng, đã bị quốc hữu hóa. Trong một khoảng thời gian ngắn, văn phòng của Bí thư thứ nhất của PZPR Bolesław Bierut đã tọa lạc tại đây. Từ những năm 1970 cho đến khi đòi lại tòa nhà của những người thừa kế của Bá tước Branicki, nó đã từng là trụ sở của Liên minh Thanh niên Xã hội Ba Lan (ZSMP).
Smolna 40 nằm dưới sự chăm sóc và quản lý của Văn phòng Nhạc viện Warsaw. Kể từ năm 2014, nó đã được sở hữu bởi Budizol Property.
Vào tháng 5 năm 2017, tòa nhà đã mở cửa trở lại là khách sạn cổ điển bốn sao với thương hiệu quốc tế Hotel Indigo.